# Игнат Младенов
Игнат Николов Младенов е бивш български футболист, вратар, настоящ треньо по футбол.
Голяма част от кариерата му преминава в Дунав (Русе). Играл е също в Черноломец (Попово) и Етър (Велико Търново).

## Биография
Младенов играе за Дунав (Русе) от 1969 г. до 1982 г. Записва общо 235 мача за клуба в първенството – 121 мача в А група и 114 мача в Б група.
През лятото на 1982 г. преминава в Черноломец (Попово), където играе два сезона във втория ешелон. През 1984 г. се завръща в елитното първенство с екипа на Етър (Велико Търново). Играе за търновци две години и слага край на кариерата си на 36-годишна възраст.
Има 1 мач за А националния отбор и 12 мача за младежкия национален отбор. Балкански шампион за младежи през 1969 г. в Солун. За купата на УЕФА има 2 мача за Дунав. Не допуска гол при победата срещу Рома в Русе с 1:0. След приключване на състезателната си дейност работи като треньор в Дунав и Бенковски (Бяла), технически директор на Аристон. Баща е на футболиста Стоян Младенов.
Понастоящем е треньор на ФК „Филип Тотю“ (Две Могили) (Юноши старша възраст и мъже)